# 宮城球場
宮城球場位於日本宮城縣仙台市，目前是日本職棒東北樂天金鷲的主球場，於1950年開幕。

## 交通
JR東日本仙石線的宮城野原站位於宮城球場附近。

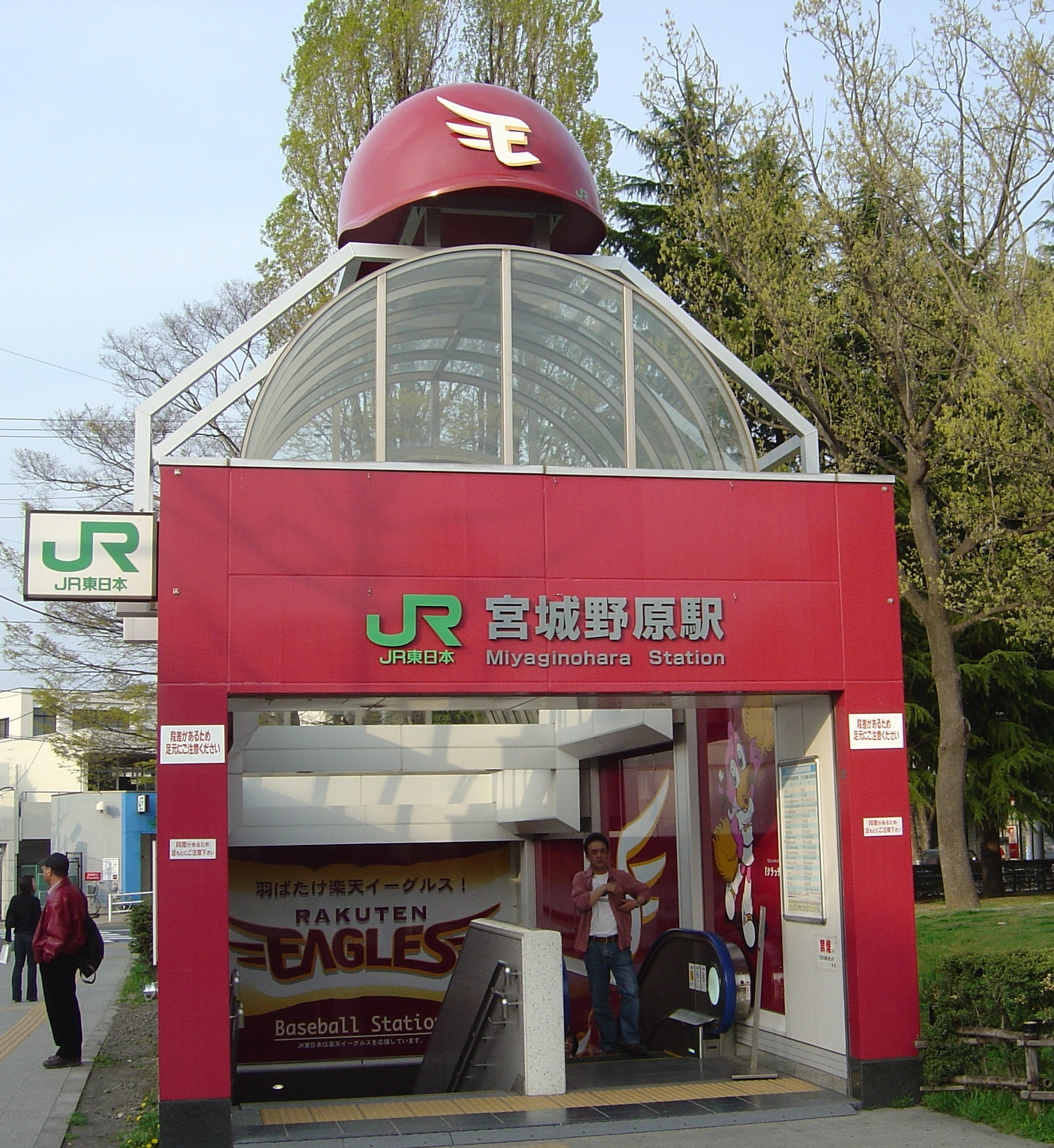
宮城球場附近的宮城野原站

## 外部連結
- 樂天生命 Park宮城（页面存档备份，存于）（日語）